# 新・ゴーマニズム宣言SPECIAL 戦争論
『新・ゴーマニズム宣言SPECIAL 戦争論』（しんゴーマニズムせんげんスペシャル せんそうろん）は、小林よしのりによる日本の漫画作品。1995年9月より、雑誌『SAPIO』（小学館）に連載されている『新・ゴーマニズム宣言』の別冊版という体裁を取っている。

## 概要
全3巻構成で、いずれも世代を超えて大きな反響・論争を呼んだベストセラー。内容は主に大東亜戦争（太平洋戦争）。戦争とは何か、国家とは何か。作者一流の圧倒的な迫力と説得力もあり、主に保守陣営に多大な支持を受けた反面、上杉聰や宮台真司、宮崎哲弥、吉本隆明、さらにはニューヨーク・タイムズ紙やル・モンド紙等、日本国外のメディアに至るまで、数多くの陣営から「歴史の書き換え」として批判された（なお『戦争論2』までは保守陣営全体に評価を受けていたが、親米派は『戦争論2』の第一章に否定的となり、続く『戦争論3』にも否定の構えを取る。この論争が新しい歴史教科書をつくる会の一部関係者との亀裂を決定的にし、最終的に小林の同団体からの離脱のきっかけとなった。そして、リベラルの宮台・宮崎は小林を批判しながらも、「小林に攻撃されている左翼はやられちゃっていい」という態度を取っていたが、『戦争論3』で小林への批判を弱め、攻撃目標を「小林とつくる会」から「つくる会」に絞った）。内容を巡って田原総一朗と論戦したものが別に本（『戦争論争戦』）となって刊行されている。なお、背表紙には大きく『戦争論』と書かれているが、カール・フォン・クラウゼヴィッツの『戦争論』と内容は全く異なり、関連性はない。

## 書籍内容
- 第1巻（1998年7月10日刊行）

大東亜戦争（太平洋戦争）を巡る歴史観を独自の視点で取り上げた。発行した時期にあっては、日本では従軍慰安婦問題や南京大虐殺論争、さらには歴史教科書問題などを巡って、右翼勢力と左翼勢力が激しく争っていた。小林は当時、新しい歴史教科書をつくる会の幹事の一人であり、第1巻は「つくる会」の教科書をアシストする意図も大きかった。ただし、当初の「つくる会」は藤岡信勝の自由主義史観（司馬史観）であり、日清・日露までの戦争を肯定し、太平洋戦争は間違っていたとする思想だったため、渡部昇一などの「右翼」とされる論者は招かれず、西部邁・福田和也に「なぜ大東亜戦争肯定論者を、「つくる会」は呼ばないのか」と批判される状態であったが、小林は「つくる会」が外した論者にも独自に会い、当時の「つくる会」とは異なる「大東亜戦争肯定論」に至り、「つくる会」自体も大東亜戦争肯定論に至る形となった。
この巻にあっては、小林は大東亜戦争までと、その後の日本人の価値観の断絶についてを主題とした。戦前に見られる愛国心と武力行使を戦後の日本人が極端に否定したために、日本人が大東亜戦争について否定的な認識しかできなくなっており、愛国心の下、国や家族を守るために勇敢に戦った兵士たちの精神やアジア解放の理念のもとにあった戦争であったことを忘れてはいけないと強く主張した。
- 第2巻（2001年10月1日刊行）

2巻は2001年9月11日のアメリカ同時多発テロ事件の影響を色濃く受けている。ここで小林はアルカーイダのテロに対して“その手があったか”と驚いて見せ、反米テロを理解するとしながらも、「国家という枠組みを維持するためにテロは否定する」としている。そして、そのテロが起きた原因となった社会的・民族的な背景から決して目をそらしてはならないとしている。
- 第3巻（2003年7月25日刊行）

完結篇と称しているように、1巻と2巻の総括的内容であり、戦争における理念と道義性の重要性を新しい知見を加えつつ繰り返し主張し、大東亜戦争の肯定的観点の見直しや、イラク戦争におけるアメリカの軍事行動を「横暴である」と批判を行うと共に、妄信的な親米主義を非難している。この巻では、特別攻撃隊について「特攻は統率の外道」と語った大西瀧治郎中将の自決を描くと共に、富永軍司令官のように「特攻隊を置き去りにして逃亡した卑怯者」も取り上げ、それでも特攻隊員の「精神」はいくら悲劇を暴いても否定できないと主張している。

## シリーズ
- 『戦争論』 ISBN 4877282432

平和をサービスと思う個人
空気に逆らえぬだけの個のない論調
若者のためにスケールのでかい日本の戦争の説明
東京裁判洗脳されっ子の個人主義
南の島に雪が降る
倫理ある個の芽生え
特攻精神
公から離脱した個は人ではない
承認された暴力、されない暴力
他国の軍と残虐度を比較する
反戦平和のニセ写真を見抜け
「証言」というもの
洗脳されている自覚はない
置き去りにされた祖父
痛快な戦争体験
自己犠牲の戦争体験と正義
クニを護ための物語
軍部にだまされていたのか?
悪魔の戦争
個と公
個を超える勇気と誇り
自由と束縛
- 『戦争論2』 ISBN 4344001311

- 『戦争論3』 ISBN 434400356X

負ける戦いにも道義はある
覚悟なき卑怯者の米国「支持」
日米同盟がなくなった日
戦前と戦後を切り離すアメリカへの恐れ
戦争において勝者が敗者を裁くのは野蛮である
日本の豊かさはアメリカが「解放」してくれたおかげではない
「自由」と「民主」のサヨク・ネオコン
「解放軍」の幻想
リヴァイアサンは道徳（国際法）から自由になれない
沖縄戦神話の真実
破壊された公
侵略と虐殺の世界史
解放と逆転の日本史
生命より尊い価値
国益と道徳

## 小林『戦争論』をめぐる書籍
- 小林・田原総一朗『戦争論争戦』 ISBN 4344400925
- 上杉聰『脱ゴーマニズム宣言』ISBN 4885915430
- 宮台真司『リアル国家論』ISBN 4876523908
- 吉本隆明『超・戦争論』ISBN 4776200104（上）・ISBN 4776200112（下）
- 吉本隆明『私の「戦争論」』
- 浅羽通明『ナショナリズム-名著でたどる日本思想案内』 ISBN 4480061738
- 姜尚中、他『戦争論・妄想論』ISBN 4876523665
- 山田朗『歴史修正主義の克服-ゆがめられた＜戦争論＞を問う』ISBN 4874982719
- 大日方純夫、山田朗、山科三郎、石山久男『君たちは戦争で死ねるか-小林よしのり「戦争論」批判』 ISBN 4272520563
- と学会『トンデモ本の世界R』

## 備考
- 戦争論の影響で自衛隊に入ったものがいる[1]。
- 小林よしのり本人は、戦争論をある意味誤読されたと発言している[2]。